# Coupe des nations de saut d'obstacles 2009
Navigation
Édition précédente Édition suivante
La Coupe des nations de saut d'obstacles 2009 (Meydan FEI Nations Cup 2009), est la 7e édition du circuit Coupe des nations organisé par la FEI, et la 2re sponsorisée par le groupe Meydan. Elle a eu lieu du 15 mai au 7 août 2009, et a été remportée par la France.

## Calendrier 2009
| \| La Baule-Escoublac Rome Saint-Gall Rotterdam Aix-la-Chapelle Falsterbo Hickstead Dublin \| Villes accueillant la coupe des nations de saut d'obstacles en 2009. |
| La Baule-Escoublac Rome Saint-Gall Rotterdam Aix-la-Chapelle Falsterbo Hickstead Dublin                                                                            |

| Date            | Lieu                                                     | Vainqueur  |
| --------------- | -------------------------------------------------------- | ---------- |
| 15 mai 2009     | Jumping international de France La Baule, France CSIO-5* | Suisse     |
| 29 mai 2009     | Rome, Italie CSIO-5*                                     | États-Unis |
| 5 juin 2009     | St-Gall, Suisse CSIO-5*                                  | États-Unis |
| 19 juin 2009    | Rotterdam, Pays-Bas CSIO-5*                              | France     |
| 2 juillet 2009  | Aix-la-Chapelle, Allemagne CSIO-5*                       | France     |
| 17 juillet 2009 | Falsterbo, Suède CSIO-5*                                 | Irlande    |
| 24 juillet 2009 | Hickstead, Grande-Bretagne CSIO-5*                       | Allemagne  |
| 7 août 2009     | Dublin, Irlande CSIO-5*                                  | Italie     |

## Classement final
|     | Équipe        | Points | Points | Points | Points | Points | Points | Points | Points | Total |
| FRA | Équipe        | ITA    | SUI    | P-B    | SUE    | ALL    | GBR    | IRL    |        | Total |
| --- | ------------- | ------ | ------ | ------ | ------ | ------ | ------ | ------ | ------ | ----- |
| 1   | France        | 4      | 7      | 0      | 10     | 10     | 5.5    | 7      | 4.5    | 48.0  |
| 2   | États-Unis    | 2      | 10     | 10     | 7      | 5      | 2      | 3.5    | 4.5    | 44.0  |
| 3   | Allemagne     | 5.5    | 4      | 7      | 2      | 6.5    | 1      | 10     | 3      | 39.0  |
| 4   | Suisse        | 10     | 5.5    | 5.5    | 0      | 2      | 5.5    | 0      | 6.5    | 35.0  |
| 5   | Pays-Bas      | 5.5    | 2.5    | 3.5    | 6      | 6.5    | 3.5    | 1      | 0      | 28.5  |
| 5   | Irlande       | 0      | 2.5    | 1      | 4      | 4      | 10     | 6      | 1      | 28.5  |
| 7   | Suède         | 7      | 0      | 0      | 3      | 1      | 7      | 5      | 0      | 23.0  |
| 8   | Great Britain | 0      | 5.5    | 3.5    | 1      | 0      | 3.5    | 2      | 6.5    | 22.0  |
| 8   | Belgique      | 3      | 0      | 5.5    | 5      | 3      | 0      | 3.5    | 2      | 22.0  |
| 10  | Italie        | 1      | 1      | 2      | 0      | 0      | 0      | 0      | 10     | 14.0  |

- '8e : non-relégué[2]
- '8e et 10e : relégation en Promotional League